# Alex Rădulescu
Alex Rădulescu (Bucarest, 7 de diciembre de 1974) es un jugador de tenis rumano nacionalizado alemán. En su carrera llegó a una final ATP y su mejor posición en el ranking de individuales fue Nº51 en marzo de 1997 y en el de dobles fue Nº184 en febrero de 1998. También es recordado por haber alcanzado en 1996 los cuartos de final de Wimbledon.